# Romances históricos
Romances históricos è una raccolta organizzata nel 1841 delle varie romanze di Ángel de Saavedra pubblicate nelle diverse riviste negli anni precedenti.
È composta da 18 composizioni in ottonari che variano da un minimo di 116 versi ad un massimo di 1409. La maggior parte però oscillano tra i 400 ed i 600. Il tema trattato è di ambientazione che spazia dalla storia patria del Medioevo all'Epoca imperiale.
Scopo di queste opere: rievocare il passato glorioso della Spagna in contrasto con la rovina dei suoi tempi, tramite l'evocazione dello spirito nazionale e di gesta nobili ed eroiche, sfoggiate soprattutto di fronte al rivale per antonomasia della spagna ottocentesca: i francesi.